# Manifestations géorgiennes de 2019
Les manifestations géorgiennes de 2019, également connues sous le nom de Nuit de Gavrilov (en géorgien : გავრილოვის ღამე), sont une série de manifestations anti-occupation russe et anti-gouvernementales en Géorgie.

## Historique

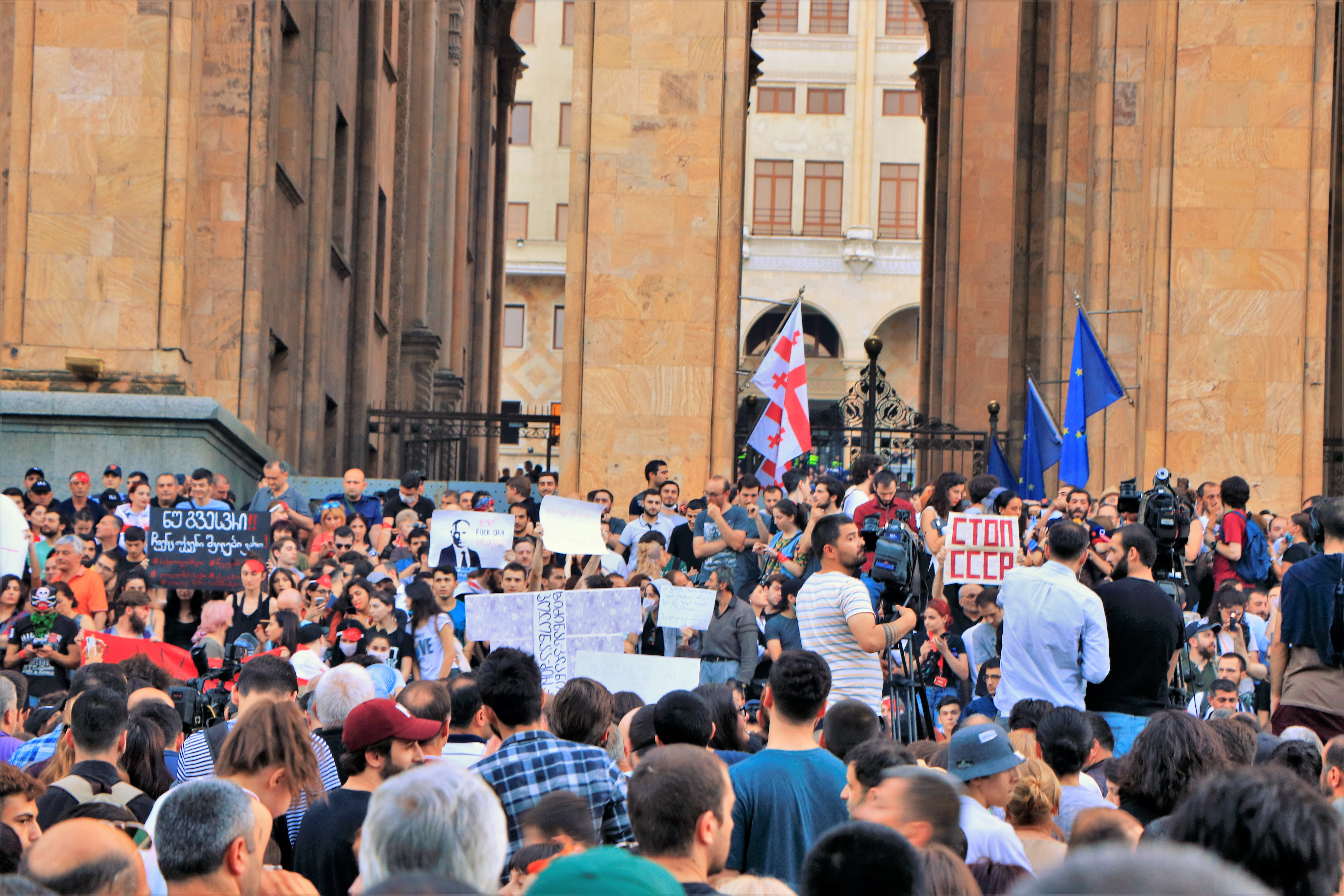
Manifestants rassemblés le deuxième jour des manifestations.

Les manifestations commencent le 20 juin 2019 devant le Parlement de Géorgie. Elles sont lancées après que Sergueï Gavrilov (en), un membre du Parti communiste russe en visite à l'Assemblée interparlementaire sur l'orthodoxie, siège dans une chaise réservée par protocole au chef du Parlement. Il prononce alors un discours en russe vantant la fraternité orthodoxe de la Géorgie et de la Russie. Plus tôt dans la semaine, Gavrilov a voté en faveur de l'indépendance de l'Abkhazie à la Douma d'État russe.
À la suite des actions de Gavrilov, l'opposition géorgienne, principalement des membres de Géorgie européenne et du Mouvement national uni, bloquent l'orateur et appellent à des manifestations exigeant la démission du gouvernement,,. À la tombée de la nuit, les forces de l'ordre géorgiennes utilisent des gaz lacrymogènes et des balles en caoutchouc pour disperser les manifestants. Environ 240 manifestants sont blessés lors des affrontements avec la police et 305 manifestants sont arrêtés. Selon Guiorgui Kordzakhiya, directeur du nouvel hôpital de Tbilissi, au moins deux personnes ont subi des blessures aux yeux et une perte de vision due à des balles en caoutchouc. Le gouvernement accuse les manifestants d'avoir tenté de prendre d'assaut le bâtiment du parlement.
Les protestations se poursuivent les jours suivants pour exiger la démission des responsables gouvernementaux responsables des actions de la police, notamment le ministre des Affaires intérieures Guiorgui Gakharia, et l'introduction d'un système électoral entièrement proportionnel au lieu du système semi-proportionnel existant. Les manifestations se calment après que le 24 juin, le chef du parti au pouvoir, le parti Rêve géorgien, Bidzina Ivanichvili, a partiellement satisfait aux demandes des manifestants en annonçant un changement dans le système électoral,,. Cependant, des manifestations mineures se poursuivent pour exiger la démission de Gakharia.

## Conséquences

### Résultats politiques
À la suite des manifestations du 20 au 21 juin 2019, Irakli Kobakhidze, président du Parlement géorgien, annonce sa démission. Après des manifestations de masse le 24 juin à Tbilissi, le chef du parti au pouvoir, le Parti Rêve géorgien, Bidzina Ivanichvili, annonce un changement dans le système électoral, passant d'une représentation mixte à proportionnelle pour les élections de 2020 et abaissant la barrière de représentation pour les partis,,.
De grandes manifestations reprennent le 13 novembre après l'échec de la réforme électorale promise par le Rêve géorgien. Le 18 novembre 20 000 personnes se rassemblent dans le centre de Tbilissi pour exiger la démission du gouvernement. Les manifestants bloquent l'entrée du Parlement et empêchent la session législative d'avoir lieu. La police anti-émeute disperse les manifestations à l'aide de canons à eau, blessant 4 manifestants et 2 policiers. Le 25 novembre, la police utilise à nouveau des canons à eau pour dégager l'entrée du parlement, blessant 3 manifestants gravement.
Le 8 novembre 2020, des manifestants se rassemblent devant la Commission électorale centrale pour contester les résultats des élections législatives. Ils rejettent les résultats des élections et exigent la démission du chef de la police et de la commission électorale. Le parti Rêve géorgien nie les accusations de fraude et la police de Tbilissi utilise des canons à eau contre les manifestants.

### Poursuites judiciaires
Le 26 juin, Nika Melia, député du Mouvement national uni et leader de l'opposition, est accusé d'avoir organisé et incité à la violence de groupe,. Il est finalement libéré sous caution,.

### Relations avec la Russie

Graffiti à Batoumi où est écrit « On se souvient du 20 juin », « La Russie est une occupante » et « Plus jamais l'URSS ».

Le président russe Vladimir Poutine signe un décret pour suspendre les vols de passagers transportant des citoyens russes de Russie vers la Géorgie, à compter du 8 juillet,. Le Service fédéral russe de surveillance et de protection des droits des consommateurs et du bien-être humain renforce les contrôles de qualité du vin et de l'eau minérale géorgiens, considérés comme liés à l'escalade des tensions,,.
La présidente Salomé Zourabichvili écourte sa visite en Biélorussie pour assister à la cérémonie d'ouverture des Jeux européens de 2019 et pour rencontrer le président Alexandre Loukachenko après le début des manifestations. Dans une interview accordée à Euronews, Zourabichvili appelle à une « désescalade » de la situation tout en accusant la Russie d'avoir attisé une « cinquième colonne » fidèle à Moscou dans le pays. Le Premier ministre russe Dmitri Medvedev nie ces déclarations en affirmant qu'il s'agit d'une « déformation de la réalité ». La présidente géorgienne appelle également les touristes russes touchés par l'interdiction de voyager à continuer à venir en Géorgie car « ils aiment la Géorgie » et que « les politiciens doivent résoudre les problèmes ».
En juillet 2019, la Russie dénonce l'attaque verbale contre Vladimir Poutine faite par l'animateur de télévision géorgien Guiorgui Gabounia lors d'une émission sur Rustavi 2.